# Liste der Länderspiele der kiribatischen Futsalnationalmannschaft
Die nachfolgende Liste enthält alle Länderspiele der kiribatischen Futsalnationalmannschaft der Männer, die der Fußballverband von Kiribati, die Kiribati Islands Football Association (KIFA), im Jahr 2010 gegründet hat. Futsal ist die einzige von der FIFA anerkannte Variante des Hallenfußballs. Bisher wurden vier Länderspiele ausgetragen, die jedoch alle von der FIFA nicht anerkannt werden, da die KIFA kein FIFA-Mitglied ist.

## Länderspielübersicht
Legende
- Erg. = Ergebnis
- n. V. = nach Verlängerung
- i. S. = im Sechsmeterschießen
- abg. = Spielabbruch
- H = Heimspiel
- A = Auswärtsspiel
- * = Spiel auf neutralem Platz
- Hintergrundfarbe grün = Sieg
- Hintergrundfarbe gelb = Unentschieden
- Hintergrundfarbe rot = Niederlage

| Nr.                    | Datum      | Erg. | Gegner     |   | Austragungsort             | Anlass                               | Bemerkungen 1 |
| ---------------------- | ---------- | ---- | ---------- | - | -------------------------- | ------------------------------------ | --- |
| 1                      | 16.05.2011 | 2:9  | Vanuatu    | * | Suva (FIJ), Vodafone Arena | Ozeanienmeisterschaft 2011- Endrunde | Erstes Spiel auf neutralem Platz Erste Niederlage Erste Niederlage auf neutralem Platz Erstes Länderspiel gegen Vanuatu      |
| 2                      | 17.05.2011 | 1:21 | Neuseeland | * | Suva (FIJ), Vodafone Arena | Ozeanienmeisterschaft 2011- Endrunde | Höchste Niederlage auf neutralem Platz Erstes Länderspiel gegen Neuseeland                                                   |
| 3                      | 18.05.2011 | 3:22 | Fidschi    | A | Suva (FIJ), Vodafone Arena | Ozeanienmeisterschaft 2011- Endrunde | Erstes Auswärtsspiel Erste Auswärtsniederlage Höchste Niederlage Höchste Auswärtsniederlage Erstes Länderspiel gegen Fidschi |
| 4                      | 19.05.2011 | 3:2  | Tuvalu     | * | Suva (FIJ), Vodafone Arena | Ozeanienmeisterschaft 2011- Endrunde | Erster Sieg Erster Sieg auf neutralem Platz Höchster Sieg Höchster Sieg auf neutralem Platz Erstes Länderspiel gegen Tuvalu  |
| Stand: 27. August 2018 |            |      |            |   |                            |                                      | |

## Statistik
In der Statistik werden nur die offiziellen Länderspiele berücksichtigt.
Legende
- Sp. = Spiele
- Sg. = Siege
- Uts. = Unentschieden
- Ndl. = Niederlagen
- Hintergrundfarbe grün = positive Bilanz
- Hintergrundfarbe gelb = ausgeglichene Bilanz
- Hintergrundfarbe rot = negative Bilanz

### Gegner
| Land       | Kontinentalverband | Sp. | Sg. | Uts. | Ndl. | Torverhältnis |
| ---------- | ------------------ | --- | --- | ---- | ---- | ------------- |
| Fidschi    | OFC                | 1   | 0   | 0    | 1    | 03:22         |
| Neuseeland | OFC                | 1   | 0   | 0    | 1    | 01:21         |
| Tuvalu     | OFC                | 1   | 1   | 0    | 0    | 3:2           |
| Vanuatu    | OFC                | 1   | 0   | 0    | 1    | 2:9           |
| Gesamt     | Gesamt             | 4   | 1   | 0    | 3    | 09:54         |

### Kontinentalverbände
| Kontinentalverband                 | Sp. | Sg. | Uts. | Ndl. | Torverhältnis |
| ---------------------------------- | --- | --- | ---- | ---- | ------------- |
| AFC (Asien)                        | 0   | 0   | 0    | 0    | 0:0           |
| CAF (Afrika)                       | 0   | 0   | 0    | 0    | 0:0           |
| CONCACAF (Nord- und Mittelamerika) | 0   | 0   | 0    | 0    | 0:0           |
| CONMEBOL (Südamerika)              | 0   | 0   | 0    | 0    | 0:0           |
| OFC (Ozeanien)                     | 4   | 1   | 0    | 3    | 09:54         |
| UEFA (Europa)                      | 0   | 0   | 0    | 0    | 0:0           |
| Gesamt                             | 4   | 1   | 0    | 3    | 09:54         |

### Anlässe
| Anlass                                | Sp. | Sg. | Uts. | Ndl. | Torverhältnis |
| ------------------------------------- | --- | --- | ---- | ---- | ------------- |
| Ozeanienmeisterschaft-Endrundenspiele | 4   | 1   | 0    | 3    | 09:54         |
| Freundschaftsspiele                   | 0   | 0   | 0    | 0    | 0:0           |
| Gesamt                                | 4   | 1   | 0    | 3    | 09:54         |

### Spielarten
| Spielart                       | Sp. | Sg. | Uts. | Ndl. | Torverhältnis |
| ------------------------------ | --- | --- | ---- | ---- | ------------- |
| Heimspiele (H)                 | 0   | 0   | 0    | 0    | 0:0           |
| Spiele auf neutralem Platz (*) | 3   | 1   | 0    | 2    | 06:32         |
| Auswärtsspiele (A)             | 1   | 0   | 0    | 1    | 03:22         |
| Gesamt                         | 4   | 1   | 0    | 3    | 09:54         |

### Austragungsorte
| Austragungsort | Land    | Sp. | Sg. | Uts. | Ndl. | Torverhältnis |
| -------------- | ------- | --- | --- | ---- | ---- | ------------- |
| Suva           | Fidschi | 4   | 1   | 0    | 3    | 09:54         |
| Gesamt         | Gesamt  | 4   | 1   | 0    | 3    | 09:54         |

### Spielergebnisse
|      | Gegentore | Gegentore | Gegentore | Gegentore | Gegentore | Gegentore | Gegentore | Gegentore | Gegentore | Gegentore | Gegentore | Gegentore | Gegentore | Gegentore | Gegentore | Gegentore | Gegentore | Gegentore | Gegentore | Gegentore | Gegentore | Gegentore | Gegentore |
| Tore | 0         | 1         | 2         | 3         | 4         | 5         | 6         | 7         | 8         | 9         | 10        | 11        | 12        | 13        | 14        | 15        | 16        | 17        | 18        | 19        | 20        | 21        | 22        |
| ---- | --------- | --------- | --------- | --------- | --------- | --------- | --------- | --------- | --------- | --------- | --------- | --------- | --------- | --------- | --------- | --------- | --------- | --------- | --------- | --------- | --------- | --------- | --------- |
| 0    | -         | -         | -         | -         | -         | -         | -         | -         | -         | -         | -         | -         | -         | -         | -         | -         | -         | -         | -         | -         | -         | -         | -         |
| 1    | -         | -         | -         | -         | -         | -         | -         | -         | -         | -         | -         | -         | -         | -         | -         | -         | -         | -         | -         | -         | -         | 1         | -         |
| 2    | -         | -         | -         | -         | -         | -         | -         | -         | -         | 1         | -         | -         | -         | -         | -         | -         | -         | -         | -         | -         | -         | -         | -         |
| 3    | -         | -         | 1         | -         | -         | -         | -         | -         | -         | -         | -         | -         | -         | -         | -         | -         | -         | -         | -         | -         | -         | -         | 1         |